# Mid-Season Invitational
El Mid-Season Invitational (MSI) es un torneo internacional de League of Legends organizado por Riot Games celebrado anualmente a mitad de temporada. La primera edición tuvo lugar en 2015. Es el segundo evento internacional de League of Legends más importante, por detrás del Campeonato Mundial.
En 2015 y 2016, participaron en el evento los campeones del split de primavera de las cinco ligas regionales mayores del League of Legends competitivo (LEC, LCS, LCK, LPL, LMS), así como un equipo de una región menor determinado en el International Wildcard Invitational, celebrado con anterioridad. En la primera edición del MSI, el equipo chino Edward Gaming se proclamó campeón al derrotar al representante surcoreano SK Telecom T1 con un 3-2 en la final.
Desde 2017, los campeones del split de primavera de todas las regiones participan en el evento. El International Wildcard Invitational se ha reemplazado por una fase de Play-In. La mejor región menor recibe un puesto directo en la fase de grupos del Campeonato Mundial para el ganador del split de verano. Las cuatro mejores regiones reciben un puesto en la fase de grupos del Campeonato Mundial.
Debido a la pandemia de COVID-19, la edición del MSI de 2020 se canceló. En su lugar, se celebró entre el 29 y el 31 de mayo el 2020 Mid-Season Streamathon, un evento-maratón online retransmitido en vivo en el que equipos de todas las regiones se enfrentaron en partidos amistosos con el objetivo de recaudar fondos para ayudar en la lucha contra la COVID-19.
El equipo que acumula más títulos del MSI es el chino Royal Never Give Up, ganando las ediciones de 2018, 2021 y 2022.

## Historial

### Por temporada
| Año  | Sede final                                                                         | Final                                                                              | Final                                                                              | Final                                                                              | Final                                                                              | No.                                                                                |
| Año  | Sede final                                                                         | Campeón                                                                            | Resultado                                                                          | Resultado                                                                          | Subcampeón                                                                         | No.                                                                                |
| ---- | ---------------------------------------------------------------------------------- | ---------------------------------------------------------------------------------- | ---------------------------------------------------------------------------------- | ---------------------------------------------------------------------------------- | ---------------------------------------------------------------------------------- | ---------------------------------------------------------------------------------- |
| 2015 | Tallahassee                                                                        | EDward Gaming                                                                      | 3                                                                                  | 2                                                                                  | SK Telecom T1                                                                      | 12                                                                                 |
| 2016 | Shanghái                                                                           | SK Telecom T1                                                                      | 3                                                                                  | 0                                                                                  | Counter Logic Gaming                                                               | 12                                                                                 |
| 2017 | Río de Janeiro                                                                     | SK Telecom T1                                                                      | 3                                                                                  | 1                                                                                  | G2 Esports                                                                         | 12                                                                                 |
| 2018 | París                                                                              | Royal Never Give Up                                                                | 3                                                                                  | 1                                                                                  | King-Zone DragonX                                                                  | 12                                                                                 |
| 2019 | Taipéi                                                                             | G2 Esports                                                                         | 3                                                                                  | 0                                                                                  | Team Liquid                                                                        | 12                                                                                 |
| 2020 | Cancelado por la pandemia de COVID-19 y reemplazado por el Mid-Season Streamathon. | Cancelado por la pandemia de COVID-19 y reemplazado por el Mid-Season Streamathon. | Cancelado por la pandemia de COVID-19 y reemplazado por el Mid-Season Streamathon. | Cancelado por la pandemia de COVID-19 y reemplazado por el Mid-Season Streamathon. | Cancelado por la pandemia de COVID-19 y reemplazado por el Mid-Season Streamathon. | Cancelado por la pandemia de COVID-19 y reemplazado por el Mid-Season Streamathon. |
| 2021 | Reikiavik                                                                          | Royal Never Give Up                                                                | 3                                                                                  | 2                                                                                  | DWG KIA                                                                            | 11                                                                                 |
| 2022 | Busán                                                                              | Royal Never Give Up                                                                | 3                                                                                  | 2                                                                                  | T1                                                                                 | 11                                                                                 |
| 2023 | Londres                                                                            | JD Gaming                                                                          | 3                                                                                  | 1                                                                                  | Bilibili Gaming                                                                    | 13                                                                                 |
| 2024 | Chengdú                                                                            | Gen.G                                                                              | 3                                                                                  | 1                                                                                  | Bilibili Gaming                                                                    | 12                                                                                 |
| 2025 | Vancouver                                                                          | Gen.G                                                                              | 3                                                                                  | 2                                                                                  | T1                                                                                 | 10                                                                                 |

### Por equipo
| Equipo              | Títulos | Subcampeonatos | Temporadas campeón | Temporadas subcampeón |
| ------------------- | ------- | -------------- | ------------------ | --------------------- |
| Royal Never Give Up | 3       | 0              | 2018, 2021, 2022   |                       |
| T1                  | 2       | 3              | 2016, 2017         | 2015, 2022, 2025      |
| Gen.G               | 2       | 0              | 2024, 2025         |                       |
| G2 Esports          | 1       | 1              | 2019               | 2017                  |
| EDward Gaming       | 1       | 0              | 2015               |                       |
| JD Gaming           | 1       | 0              | 2023               |                       |
| Bilibili Gaming     | 0       | 2              |                    | 2023, 2024            |
| NRG Esports         | 0       | 1              |                    | 2016                  |
| DRX                 | 0       | 1              |                    | 2018                  |
| Team Liquid         | 0       | 1              |                    | 2019                  |
| Dplus KIA           | 0       | 1              |                    | 2021                  |

### Por región
| Región | Títulos | Subcampeonatos | Temporadas campeón           | Temporadas subcampeón        |
| ------ | ------- | -------------- | ---------------------------- | ---------------------------- |
| LPL    | 5       | 2              | 2015, 2018, 2021, 2022, 2023 | 2023, 2024                   |
| LCK    | 4       | 5              | 2016, 2017, 2024, 2025       | 2015, 2018, 2021, 2022, 2025 |
| LEC    | 1       | 1              | 2019                         | 2017                         |
| LTA    | 0       | 2              |                              | 2016, 2019                   |